# Городское поселение Ногинск
Городско́е поселе́ние Ноги́нск — упразднённое муниципальное образование в составе бывшего Ногинского муниципального района Московской области. Административный центр — город Ногинск.
Образовано 1 января 2006 года.
4 сентября 2005 года Главой поселения избран, а 11 октября 2009 переизбран — Хватов Владимир Алексеевич.
Председатель Совета депутатов — Тебиев Валерий Солтанбекович.

## География
Городское поселение Ногинск располагается в центре Ногинского района. Граничит с городским округом Электросталь, сельским поселением Ямкинское, сельским поселением Мамонтовское, сельским поселением Буньковское и сельским поселением Аксёно-Бутырское Ногинского района. Площадь территории муниципального образования — 7244 га.
По территории поселения протекают реки Клязьма и Черноголовка.

## Население
| 2006     | 2007     | 2008     | 2009     | 2010     | 2011     |
| -------- | -------- | -------- | -------- | -------- | -------- |
| 106 582  | ↗118 028 | ↘115 644 | ↗117 737 | ↘102 087 | ↗103 780 |
| 2012     | 2013     | 2014     | 2015     | 2016     | 2017     |
| →103 780 | ↗103 905 | ↗104 016 | ↗104 408 | ↘104 063 | ↗104 473 |
| 2018     |          |          |          |          |          |
| ↗104 856 |          |          |          |          |          |

## История
Городское поселение Ногинск образовано 1 января 2006 года согласно Федеральному закону «Об общих принципах организации местного самоуправления в Российской Федерации» из территорий города Ногинска, посёлка Колышкино Болото, деревень Загорново, Клюшниково, Молзино, Новое Подвязново Ногинского района Московской области.

## Состав городского поселения
| № | Населённый пункт | Тип населённого пункта        | Население |
| - | ---------------- | ----------------------------- | --------- |
| 1 | Загорново        | деревня                       | ↘119      |
| 2 | Клюшниково       | деревня                       | ↘105      |
| 3 | Колышкино Болото | посёлок                       | ↘84       |
| 4 | Молзино          | деревня                       | ↗1442     |
| 5 | Новое Подвязново | деревня                       | ↘265      |
| 6 | Ногинск          | город, административный центр | ↗102 392  |

(статья 3 пункт 2 Закона Московской области от 28.02.2005 № 82/2005-ОЗ «О статусе и границах Ногинского муниципального района и вновь образованных в его составе муниципальных образований»)

## Местное самоуправление
4 сентября 2005 года Главой муниципального образования «Городское поселение Ногинск» путём голосования жителей избран бывший генеральный директор Ногинского завода топливной аппаратуры Хватов Владимир Алексеевич сроком на четыре года. 11 октября 2009 года он был переизбран на второй пятилетний срок.